# 林十江
林 十江（はやし じっこう、安永6年12月17日（1778年1月15日） – 文化10年9月19日（1813年10月12日））は、江戸時代中期・後期の日本の南画家・篆刻家である。通称長次郎、名は長羽、字を子翼・雲夫。十江は号で、他に十江狂人、風狂野郎、水城俠客、草巷販夫、印禅居士、懶惰山老など数多い。水戸の人。

## 略伝
水戸にて酒造業を営む高野惣兵衛之茂の長男に生まれる。高野家の屋号は升屋といい、代々組頭、名主役、町頭などを歴任した豪商だった。婿養子だった父は御目見格をもち、文が風流を好んだという。のちに父の実家で、同じ町内で醤油醸造業伊勢屋を営む伯父・林市郎兵衛枝茂の養子となった。なぜ長男であった十江が養子に出され、弟の長吉が高野家を継いだのかはよく判っていないが、父・之茂は林家から高野家に婿入りしているため、両家の間に何らかの約束事があったことが想像される。
画に生来的な才能を持ち、12歳の頃立原翠軒の家に出入りするうちその画才を示し、翠軒を驚かせている。この頃9歳年下のまだ幼い立原杏所に絵筆を握らせ画の指導をしている。年々その技量が高まり、ついに江戸に出て谷文晁に画才を認められ、文晁の代筆となって金屏風を画いた。奔放で大胆な構図が特徴でとりわけ花鳥画・虫獣画に優品が多く、十江梅花は大いに賞賛された。文化10年（1813年）、生活に貧窮し水戸に帰るが病に倒れた。享年38。墓は水戸市元吉田町の浄土宗清巌寺。墓碑銘は翠軒が撰文し、杏所が書した。十江はまた篆刻にも巧みで没後に『立原杏所林十江印譜』が発行された。

## エピソード
- 翠軒塾に遊びにきていた12、3歳の十江に絵を描かせてみると、雷公が墜落したところ、狂犬がかみ合う様子をあっという間に仕上げ、人々を驚かせたという（墓碑銘）。
- 水戸城下から、太田西山荘へ続く街道の泉屋という宿屋の主人から絵を頼まれた。しかし、酒ばかり飲んでなかなか描かない。やっと描きあがったと声がしたので、行ってみるとそこには大きなトラが一頭描かれ「林長羽酔亳」と著名までしてあるが、トラの目が描かれていない。主人が尋ねると「目玉を入れたら、このトラは逃げる」と残して悠然と立ち去った。
- 十江は江戸に出てきたものの、志しかなわず、日本橋付近で街頭絵馬描きに落ちぶれていた。そんな十江の腕を谷文晁が認め、自分に来ていた吉原遊郭の主人からの屏風の依頼を委託した。主人はこじきのようにみすぼらしい十江に面食らったが、谷文晁の意向もあり描かせると、馬のわらじと筆を使って群れる蟹の図を完成させた。

## 代表作品
- 『双鰻図』 紙本墨画 東京国立博物館蔵
- 『蝦蟇図』 紙本淡彩 東京国立博物館蔵
- 『木の葉天狗』 紙本墨画 茨城県立歴史館蔵
- 『松下吹笛図』 紙本淡彩 茨城県立歴史館蔵
- 『蜻蛉図』 紙本墨画 個人蔵
- 『十二支図』 紙本淡彩 1巻全13図 個人蔵 十二支なのに13図なのは、十江は酉年生まれで鶏だけ雌雄で描いているため。